# Cúp quốc gia Scotland 1989–90
Cúp quốc gia Scotland 1989–90 là mùa giải thứ 105 của giải đấu bóng đá loại trực tiếp uy tín nhất Scotland. Chức vô địch thuộc về Aberdeen khi đánh bại Celtic trong trận Chung kết. Đây là trận Chung kết được quyết định trong loạt sút luân lưu.

## Vòng Một
| Đội nhà            | Tỉ số | Đội khách     |
| ------------------ | ----- | ------------- |
| Berwick Rangers    | 1 – 1 | Stenhousemuir |
| Brechin City       | 3 – 1 | Montrose      |
| Elgin City         | 2 – 1 | Arbroath      |
| Queen of the South | 2 – 1 | Cove Rangers  |
| Queen’s Park       | 1 – 2 | Dumbarton     |
| Stirling Albion    | 4 – 0 | Coldstream    |

### Đấu lại
| Đội nhà       | Tỉ số | Đội khách       |
| ------------- | ----- | --------------- |
| Stenhousemuir | 1 – 0 | Berwick Rangers |

## Vòng Hai
| Đội nhà         | Tỉ số | Đội khách            |
| --------------- | ----- | -------------------- |
| Ross County     | 1 – 4 | East Fife            |
| Dumbarton       | 0 – 2 | Cowdenbeath          |
| Elgin City      | 2 – 2 | Brechin City         |
| Gala Fairydean  | 2 – 2 | Inverness Caledonian |
| Stenhousemuir   | 0 – 1 | Queen of the South   |
| Stirling Albion | 3 – 0 | Whitehill Welfare    |
| Stranraer       | 1 – 1 | Kilmarnock           |
| Vale of Leithen | 1 – 3 | East Stirlingshire   |

### Đấu lại
| Đội nhà              | Tỉ số              | Đội khách      |
| -------------------- | ------------------ | -------------- |
| Brechin City         | 8 – 0              | Elgin City     |
| Inverness Caledonian | 4 – 1              | Gala Fairydean |
| Kilmarnock           | 0 – 0 (2 – 4 pen.) | Stranraer      |

## Vòng Ba
| Đội nhà              | Tỉ số | Đội khách            |
| -------------------- | ----- | -------------------- |
| East Stirlingshire   | 0 – 1 | Stirling Albion      |
| Airdrieonians        | 2 – 2 | Inverness Caledonian |
| Albion Rovers        | 0 – 2 | Clydebank            |
| Ayr United           | 0 – 0 | St Mirren            |
| Brechin City         | 0 – 2 | Hibernian            |
| Cowdenbeath          | 3 – 1 | Stranraer            |
| Dundee               | 0 – 0 | Dundee United        |
| Dunfermline Athletic | 0 – 0 | Hamilton Academical  |
| East Fife            | 3 – 1 | Meadowbank Thistle   |
| Forfar Athletic      | 1 – 2 | Celtic               |
| Hearts               | 2 – 0 | Falkirk              |
| Greenock Morton      | 2 – 2 | Raith Rovers         |
| Motherwell           | 7 – 0 | Clyde                |
| Partick Thistle      | 2 – 6 | Aberdeen             |
| Queen of the South   | 0 – 0 | Alloa Athletic       |
| Rangers              | 3 – 0 | St Johnstone         |

### Đấu lại
| Đội nhà              | Tỉ số              | Đội khách            |
| -------------------- | ------------------ | -------------------- |
| Hamilton Academical  | 0 – 1              | Dunfermline Athletic |
| Alloa Athletic       | 2 – 3              | Queen of the South   |
| Raith Rovers         | 1 – 3              | Greenock Morton      |
| Inverness Caledonian | 1 – 1 (5 – 4 pen.) | Airdrieonians        |
| St Mirren            | 2 – 1              | Ayr United           |
| Dundee United        | 1 – 0              | Dundee               |

## Vòng Bốn
| Đội nhà         | Tỉ số | Đội khách            |
| --------------- | ----- | -------------------- |
| St Mirren       | 1 – 1 | Clydebank            |
| Stirling Albion | 6 – 2 | Inverness Caledonian |
| Cowdenbeath     | 1 – 2 | Dunfermline Athletic |
| Dundee United   | 2 – 1 | Queen of the South   |
| Celtic          | 1 – 0 | Rangers              |
| Aberdeen        | 2 – 1 | Greenock Morton      |
| Hearts          | 4 – 0 | Motherwell           |
| Hibernian       | 5 – 1 | East Fife            |

### Đấu lại
| Đội nhà   | Tỉ số | Đội khách |
| --------- | ----- | --------- |
| Clydebank | 3 – 2 | St Mirren |

## Tứ kết
| Đội nhà              | Tỉ số | Đội khách       |
| -------------------- | ----- | --------------- |
| Aberdeen             | 4 – 1 | Hearts          |
| Clydebank            | 1 – 1 | Stirling Albion |
| Dundee United        | 1 – 0 | Hibernian       |
| Dunfermline Athletic | 0 – 0 | Celtic          |

### Đấu lại
| Đội nhà         | Tỉ số | Đội khách            |
| --------------- | ----- | -------------------- |
| Celtic          | 3 – 0 | Dunfermline Athletic |
| Stirling Albion | 0 – 1 | Clydebank            |

## Bán kết
| Aberdeen                        | 4 – 0 | Dundee United |
| ------------------------------- | ----- | ------------- |
| Gillhaus · Irvine · 2 Own Goals |       |               |

| Celtic      | 2 – 0 | Clydebank |
| ----------- | ----- | --------- |
| Andy Walker |       |           |

## Chung kết
| Aberdeen | 0 – 0 (sau hiệp phụ) (9 – 8 sút luân lưu) | Celtic |
| -------- | ----------------------------------------- | ------ |
|          |                                           |        |